# Gmina Niepołomice
Die Gmina Niepołomice ist eine Stadt-und-Land-Gemeinde im Powiat Wielicki der Woiwodschaft Kleinpolen in Polen. Ihr Sitz ist die gleichnamige Stadt (deutsch Niepolomitz) mit 12.000 Einwohnern (2016).

## Geschichte
Von 1975 bis 1998 gehörte die Gemeinde zur Woiwodschaft Krakau.

### Gemeindepartnerschaften
- Fiesso Umbertiano  (Italien)
- Gommern (Deutschland)
- Kobeljaky (Ukraine)
- Saint-Jean-de-la-Ruelle (Frankreich)
- Shihoro (Japan)
- Siuntio (Finnland)

## Gliederung
Die Stadt-und-Land-Gemeinde Niepołomice zählt über 27.000 Einwohner auf einer Fläche von 95 km². Zur Gemeinde gehören die Dörfer: Chobot, Ochmanów, Podłęże, Słomiróg, Staniątki, Suchoraba, Wola Batorska, Wola Zabierzowska, Zabierzów Bocheński, Zagórze, Zakrzowiec und Zakrzów.